# Grat d'Oloron
 (août 2025).
Si vous disposez d'ouvrages ou d'articles de référence ou si vous connaissez des sites web de qualité traitant du thème abordé ici, merci de compléter l'article en donnant les références utiles à sa vérifiabilité et en les liant à la section « Notes et références ».
Grat d'Oloron  est né au Ve siècle à Lichos, dans la basse vallée du Saison. Son nom de baptême, Gratus, signifie en latin « agréable, charmant » et aussi « reconnaissant ».

## Biographie
Sa jeunesse a été marquée par les persécutions des catholiques par le roi wisigoth Euric (466-485), dont le successeur, Alaric II (485-507), fut tolérant envers les catholiques, permettant la création du diocèse d'Oloron. Gratus en est le premier évêque. Il participe à la tenue du concile d'Agde en 506, qui réunit 34 évêques catholiques du royaume wisigothique, sous la présidence de saint Césaire, évêque d'Arles. En 507, les Wisigoths sont battus par Clovis à Poitiers. Mais à la mort de Clovis en 511, les Wisigoths sont encore très présents au sud de la Garonne (Aquitaine). C'est pendant cette période que saint Grat serait mort à Jaca, d'où son corps aurait été amené à Oloron pour y reposer définitivement.
Dans le pays basque, il est fêté le 19 octobre.